# Cordulegaster insignis
Cordulegaster insignis är en trollsländeart. Cordulegaster insignis ingår i släktet Cordulegaster och familjen kungstrollsländor.

## Underarter
Arten delas in i följande underarter:
- C. i. coronata
- C. i. insignis
- C. i. lagodechica
- C. i. mzymtae
- C. i. nobilis